# Fernöstliche Armee
Die Fernöstliche Armee (russisch Дальневосточная армия; oder Streitkräften der russischen Ostbezirke oder Sibirische Freiwilligenarmee) war eine Streitmacht der Weißen Armee im Fernen Osten während des russischen Bürgerkrieges.

## Entstehung
Im Januar 1920 drangen Einheiten der 2. und 3. Armee unter Alexander Wassiljewitsch Koltschak und Wladimir Oskarowitsch Kappel während des sibirischen Eismarsches nach Transbaikalien vor. Im Februar 1920 wurden diese Einheiten mit dem 6. Ostsibirischen Korps von Ataman Grigori Michailowitsch Semjonow zu den Streitkräften der russischen Ostbezirke vereinigt. Die Moskauer Truppengruppe von General Sergej Nikolajevič Vojcechovský wurde bei ihrer Ankunft in Tschita am 15. März 1920 als Fernöstliche Armee bekannt und bestand aus drei Korps. 

## Transbaikalien
Im April 1920 wehrte die Fernöstliche Armee erfolgreich zwei Durchbruchsversuche der Volksrevolutionäre Armee der Fernöstlichen Republik im Westen und der Amur-Front im Osten nach Tschita ab. Im Sommer kam es zu lokalen Kämpfen. Im August und September 1920 begann man, die Frage der Evakuierung der Streitkräfte der östlichen Außenbezirke, einschließlich der Fernostarmee, aus Transbaikalien nach Primorje zu diskutieren, wo sich die wichtigsten Lagerhäuser mit Munition und Waffen befanden. Anders als die Kommandeure von Koltschaks Armee war Ataman Semjonow kategorisch gegen diesen Plan. Er glaubte, dass die bolschewistischen Einheiten im Moment nicht über genügend Kräfte verfügten, um den Stau in Tschita zu durchbrechen. Am 1. Oktober 1920 begann der Stabschef des Oberbefehlshabers Nikolai Alexandrowitsch Lochwizkij ohne Erlaubnis und unter Verletzung des Befehls des Oberbefehlshabers Semjonow  mit der Evakuierung des 3. Korps. Dadurch entstand  eine Lücke in der östlichen Verteidigung und den Partisanenabteilungen der Amur-Front die Möglichkeit gab, in die Offensive zu gehen. Die Volksrevolutionäre Armee der Fernöstlichen Republik nutzte diesen Durchbruch der Partisanen und startete Mitte Oktober eine Offensive. Danach war Semjonow gezwungen, dem Abzug seiner Truppen aus Transbaikalien zuzustimmen. Bis November 1920 wurden alle Einheiten der Fernöstliche Armee evakuiert.

## Region Ussuri
Während der Truppenverlegung entlang der Ostchinesische Eisenbahn wurde die Fernöstliche Armee von den chinesischen Behörden fast vollständig entwaffnet. In Primorje, vor allem auf dem Gebiet der Eisenbahnstrecke zwischen dem Bahnhof Grodekovo und Ussurijsk, wurden Soldaten und Offiziere verkleidet. Sie sahen danach so aus, als kämen sie aus der Mandschurei nach Primorje, um dort ihren Dienst zu verrichten. Mit den Befehlen Nr. 700/a, 703/a und 705/a des Oberbefehlshabers aller Streitkräfte und Feldatamans aller Kosakentruppen der russischen Ostgebiete (Semjonow) vom 25., 28. und 30. November 1920, wurden alle Hauptquartiere und Institutionen der Fernöstlichen Armee für aufgelöst und in den Zustand der Reorganisation versetzt.
Ein Teil der Truppen der Fernöstlichen Armee weigerte sich den seinen Befehlen von Semjonow Folge zu leisten. Sie beteiligten sich aktiv am Sturz der Provisorischen Amur-Regierung des Primorski-Gebiets unter der Führung des Bolschewisten Antonow und an der Machtergreifung der provisorischen Regierung des Primorski-Gebiets unter der Führung von Spiridon Dionissjewitsch Merkulow im Mai 1921.
Mit Befehl Nr. 36 der Provisorischen Amur-Regierung vom 1. Juni 1921 wurde der Kommandeur der Fernöstlichen Armee, Generalleutnant Werschbitzki, zum Kommandeur aller auf dem Gebiet der Region Amur stationierten Truppen ernannt, das Armeehauptquartier aufgelöst und in das Hauptquartier der Truppen der Provisorischen Regierung von Amur umgewandelt. (Befehle des Kommandeurs der Truppen der Provisorischen Regierung von Amur Nr. 1 vom 1. Juni 1921 und Befehl Nr. 32 vom 18. Juni 1921).
Im Zusammenhang mit der Nichtanerkennung von Semjonow als Oberbefehlshaber aller Truppen durch die Regierung Merkulow und dessen Abreise ins Ausland, wurden alle seinem Kommando unterstehenden Verwaltungen und Institutionen der Armee für aufgelöst erklärt und das Personal dem Generalleutnant Faddei Lwowitsch Glebow zur Verfügung gestellt.

## Einsatz
In Transbaikalien kämpfte die Fernöstliche Armee 1920 gemeinsam mit den Kosakentruppen der östlichen Außenbezirke (Transbaikalische Kosakendivision, Amur- und Ussuri-Kosakenbrigaden) und der Asiatischen Kavalleriedivision (burjatisch-mongolische und tungusische Kavallerieeinheiten) gegen bolschewistische Truppen.

## Gliederung
Die Gliederung der Truppen umfasste am 27. April 1920, gemäß Befehl Nr. 311 des Oberbefehlshabers Semjonow folgende Truppenteile:
- 1. Transbaikalische Korps
  - Tschita-Schützendivision
  - Mandschurische Spezialdivision
- 2. Sibirische Korps
  - Irkutsker Schützendivisionen
  - Omsker Schützendivisionen
  - Freiwilligenbrigade
  - sibirisches Kosakenregiment
- 3. Wolga-Korps
  - Ufimskaja Kosakendivision
  - kombinierte Schützen-Kosakendivision
  - Orenburg-Kosakendivision
  - Wolga-Separatdivision
  - 1. Separate Kavalleriebrigade

## Kommandeure
| Dienstezeit | Dienstgrad      | Name                            | Bild |
| ----------- | --------------- | ------------------------------- | ---- |
|             | Generalleutnant | Grigori Michailowitsch Semjonow |      |

| Dienstezeit                       | Dienstgrad      | Name                                 | Bild |
| --------------------------------- | --------------- | ------------------------------------ | ---- |
| 20. Februar 1920 – 27. April 1920 | Generalmajor    | Sergej Nikolajevič Vojcechovský      |      |
| 27. April 1920 – 22. August 1920  | Generalleutnant | Nikolai Alexandrowitsch Lochwizkij   |      |
| 22. August 1920 – Mai 1921        | Generalleutnant | Grigori Afanassjewitsch Werschbizkij |      |

| Dienstezeit                   | Dienstgrad        | Name                                       | Bild |
| ----------------------------- | ----------------- | ------------------------------------------ | ---- |
| 3. Mai 1920 – 28. Juli 1920   | Generalstabsmajor | Konstantin Konstantinowitsch Akintijewskij |      |
| 28. Juli 1920 – 18. Juni 1921 | Generalstabsmajor | Fjodor Abramowitsch Putschkow              |      |

| Dienstezeit                   | Dienstgrad      | Name                              | Bild |
| ----------------------------- | --------------- | --------------------------------- | ---- |
| 10. März 1920 – 23. Juni 1920 | Generalleutnant | Dmitri Frolowitsch Semjonow       |      |
| ab 23. Juni 1920              | Generalmajor    | Georgi Jewgenjewitsch Mazijewskij |      |

| Dienstezeit                    | Dienstgrad      | Name                                 | Bild |
| ------------------------------ | --------------- | ------------------------------------ | ---- |
| Februar 1920 – 23. August 1920 | Generalleutnant | Grigori Afanassjewitsch Werschbizkij |      |
| ab 23. August 1920             | Generalmajor    | Innokenti Semjonowitsch Smolin       |      |

| Dienstezeit                    | Dienstgrad   | Name                                | Bild |
| ------------------------------ | ------------ | ----------------------------------- | ---- |
| Februar 1920 – 23. August 1920 | Generalmajor | Wiktorin Michailowitsch Moltschanow |      |